# 王汉章
王汉章（1930年—），男，河北枣强人，中华人民共和国政治人物，曾任湖北省人民政府副省长，湖北省人大常委会副主任，第八届全国人大代表。